# Megaselia brunneicornis
Megaselia brunneicornis är en tvåvingeart som först beskrevs av Schmitz 1920.  Megaselia brunneicornis ingår i släktet Megaselia och familjen puckelflugor. Inga underarter finns listade i Catalogue of Life.